# Atrevida (1789)
La Atrevida fue una corbeta de la Armada Española cuya advocación era Santa Rufina, gemela de la Descubierta, famosas por haber participado en la expedición de Alejandro Malaspina entre 1789 y 1794. Fue parcialmente rescatada más de dos siglos después, en ocasión de las obras de dragado para la ampliación del puerto de Montevideo, por parte de la Terminal Cuenca del Plata.

## El proyecto

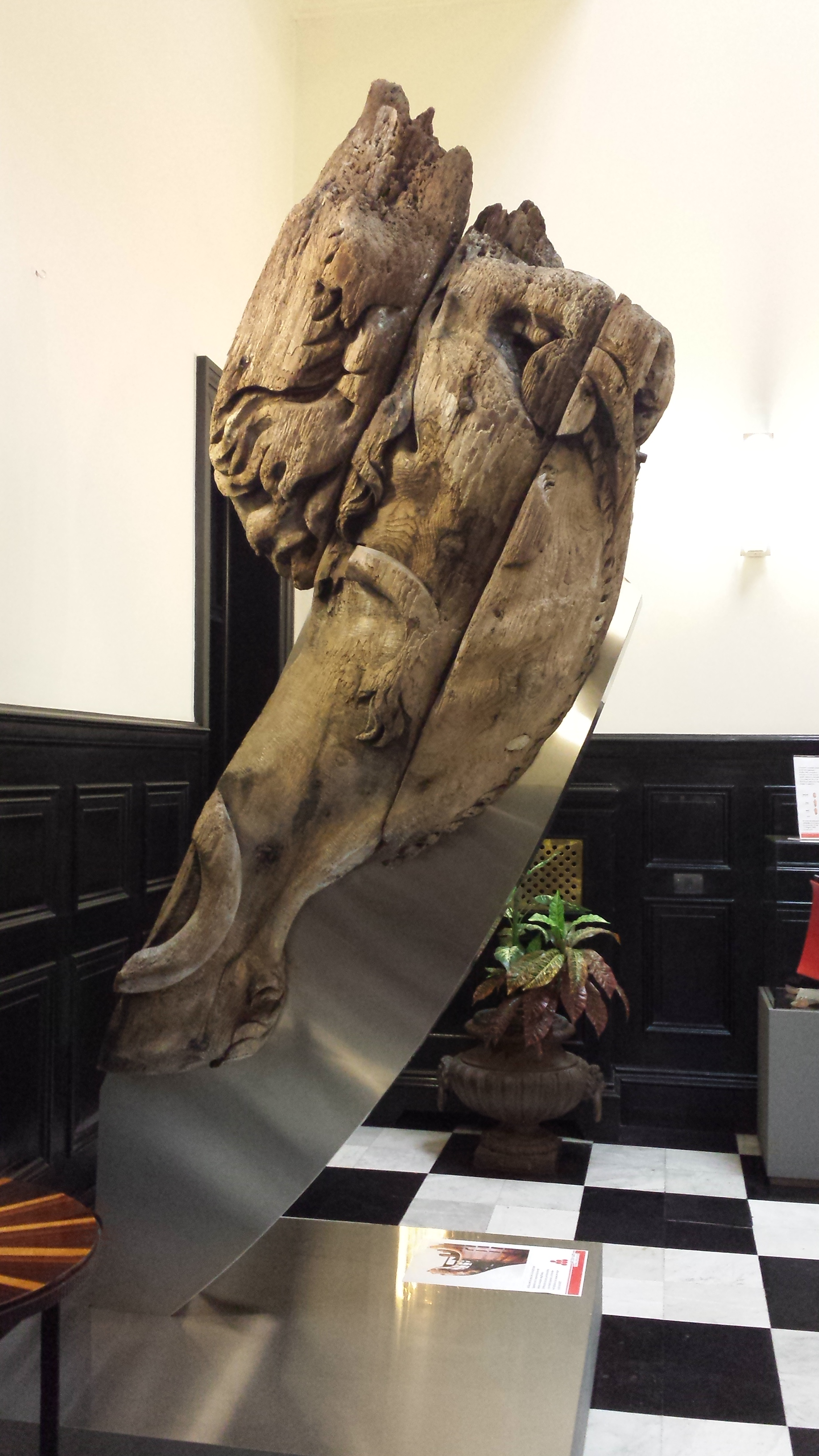
mascarón de proa de la Atrevida (restos arqueológicos en exhibición)

La Atrevida fue construida expresamente para formar parte de una expedición científica alrededor del mundo que llevaría 104 tripulantes. El nombre original fue Santa Rufina, pero se le dio el apodo Atrevida y quedó al mando de José Bustamante y Guerra. El viaje fue realizado junto a otra embarcación igual, llamada Descubierta con la advocación de Santa Justa, cuyo capitán fue Alejandro Malaspina. Ambos capitanes habían propuesto al rey de España una expedición político-científica recorriendo casi todas las posesiones españolas en América y Asia,  que fue aceptada y salió en cuanto las corbetas estuvieron prontas: Descubierta fue la nave comandante y Atrevida la subalterna.

### Diseño y construcción
Las corbetas Descubierta y Atrevida fueron construidas simultáneamente en el Arsenal de la Carraca en 1789 por el ingeniero comandante del arsenal Tómas Muñoz. Los dos buques tenían una eslora de 33,3 m, con una manga de 8,7 m y un calado de 4,3 m.
Disponían de portas para 22 cañones de a 8 lb y otros 4 cañones en el puente. Para la expedición científica, su artillería fue reducida a 16 cañones de a 6 lb por razones de peso y comodidad.
Incorporaban un pararrayos de última generación, consistente en una pieza metálica troncocónica de un metro de longitud, desde la que descendía una cadena de espesor variable hasta el agua.
Ambos buques realizaron sus pruebas de mar el 5 de julio de 1789, con Malaspina y Antonio de Ulloa a bordo de la Descubierta.

### Implementación
Además del armamento, contaba con biblioteca, laboratorio y variado instrumental (astronómico, náutico, geodésico, meteorológico, físico, químico y biológico).
No eran naves de guerra, sino que se adecuaron para navegar rápido: se construyeron con maderas selectas adecuadamente calafateadas, con un forro de cobre en el casco para aumentar la resistencia en climas diversos. 
Los marineros eran asturianos, gallegos y vizcaínos, por estar acostumbrados al frío y de carácter amable, adecuado al trato con los indígenas. Seleccionan 3 naturalistas, un cirujano, un capellán, carpinteros, calafates, herreros, grumetes, criados, pilotos, pintores, guardiamarinas, artilleros y la clase de tropa. Iban los más distinguidos astrónomos, hidrógrafos y cartógrafos de la marina española.

## Itinerario
En junio de 1789 salen del puerto de Cádiz rumbo a Montevideo, donde llegan después de 52 días.
| año  | lugar                                                                |
| ---- | -------------------------------------------------------------------- |
| 1789 | Montevideo - Puerto Deseado- Islas Malvinas- Cabo de Hornos          |
| 1790 | San Carlos- Valparaíso- Coquimbo- El Callao- Guayaquil- Panamá       |
| 1791 | se dividen: costa noroeste - Costa nicaragüense, Monterrey, Acapulco |
| 1792 | Islas Filipinas- Oceanía                                             |
| 1793 | Nueva Zelandia - Sídney- Islas Vavao - el Callao                     |
| 1794 | Montevideo- regreso a Cádiz                                          |

## Después de la expedición
De regreso a España, los expedicionarios fueron bien recibidos, debido a las riquezas que traían, pero la situación política había cambiado. Las naves pasaron al servicio de la armada española, asignadas a las fuerzas navales de Cádiz, patrullaban desde Montevideo a las Malvinas. En 1797 partieron rumbo al Río de la Plata, transportando azogue.
En 1805, la Atrevida estaba en el Apostadero Naval de Montevideo y en 1807, durante las Invasiones Inglesas, se quedó a la entrada del canal del puerto, defendiéndolo, mientras pudo resistir. Su capitán Antonio Leal de Ibarra, ante la inminente derrota, ordenó incendiarla para obstaculizar un tiempo más la entrada de los ingleses en el puerto y cubrir la retirada por tierra de los españoles.
Lo poco que quedó del barco fue desguazado días después: se aprovechó todo, desde el lastre hasta la madera. El estallido de la Atrevida impactó a la sociedad montevideana, no solo por la magnitud del incendio sino por estar asociada a la apertura del mercado a otros países, hasta entonces monopolizado por España. El debilitamiento de la colonia por parte de los ingleses favoreció el inicio del movimiento emancipador en el Río de la Plata, hacia 1810.

## Recuperación de piezas en el siglo XXI
En el año 2007, la Terminal Cuenca del Plata del puerto de Montevideo, inicia obras para ganar terreno a la bahía: una draga de succión provocó la liberación de elementos atrapados en el fango del fondo: una botijuela de cerámica española del siglo XVIII o XIX que conservaba su tapón de corcho y unos grandes maderos tallados que completaron un conjunto de cuatro piezas que ensamblaron para componer partes de un león engallado, correspondiente al mascarón de la corbeta española la Atrevida: el cuerpo, una de las garras y parte de la cola.
El descubrimiento fue realizado por el arqueólogo aragonés Manuel Martín-Bueno.
En 2008,  el Dr. Juan Oribe Stemmer determinó su procedencia y la firma Katoen Natie TCP solicitó su custodia a la Comisión de Patrimonio Histórico de la Nación. En 2010 finalizó el proceso de preservación y en 2011 se presentó el proyecto de socialización, que se ejecuta en 2012. Las piezas recuperadas se exhiben en la sede de las oficinas de Terminal Cuenca del Plata, en calle Buenos Aires 275.

### Identificación del origen

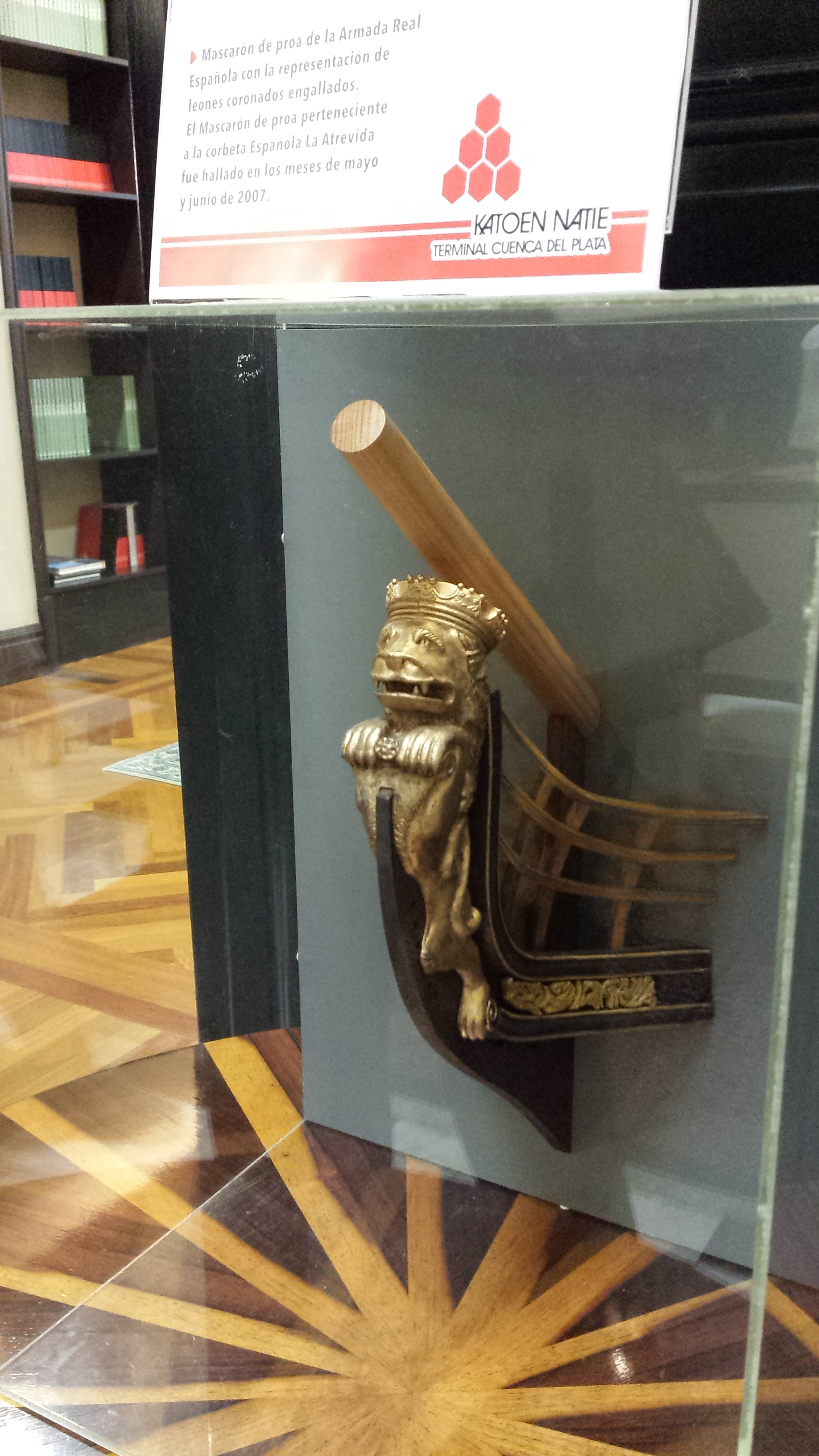
Réplica del mascarón de la Atrevida en la sede administrativa de la terminal Cuenca del Plata.

El origen de las piezas encontradas fue establecido sobre la base de una rigurosa investigación: primero se determinó la especie de madera con que está construido el mascardón: Pinus silvestris, utilizado por la marina ibérica. Luego se investigó que las embarcaciones que usaban ese tipo de figuras eran del siglo XVIII y aludían al nombre de la misma, pero en el caso de España, de 1753 a 1793 la armada usó el león engallado coronado, tal como el del hallazgo. Finalmente, se identificó el navío español que se había hundido en la ensenada de Montevideo en esa época: de los dos posibles solo se corresponde con el tamaño de la proa de la Atrevida, de la cual se tiene un dibujo realizado durante la expedición, lo cual se complementa con la completitud de la pieza, de la cual falta la cabeza.

### Proceso de recuperación
La permanencia en el agua de objetos de madera hace que sus espacios estructurales y los que se crean por degradación son ocupados por agua, formando una estructura única que permite mantener la forma original. Si se saca del agua, pierde sustento, se contrae, deforma, se agrieta. Existen procedimientos para evitarlo como la impregnación con una sustancia soluble, que se solidifica al secarse, pero que se debe graduar para evitar que se obturen las vías de penetración. La resina sintética ha sido sustituida por azúcar, por ser natural y admitir la reversión del proceso en caso de resultar necesario. Primero se realizó desalinizacion durante más de un año, luego se empezó a agregar azúcar durante otro año hasta una concentración de 60%, se agregaron productos para inhibir el desarrollo de bacterias y finalmente se dejó secar al aire.

## El mascarón de proa
En su origen, los mascarones eran figuras mágico-religiosas que identificaban los navíos. Desde el siglo XVI hasta el XIX, eran comunes en los barcos de vela, con longitudes hasta 3 m. Eran tallados por artesanos, generalmente en madera pintada con otros ornamentos.
Un león engallado es un león erguido con las patas delanteras levantadas y las traseras apoyadas, simétricamente.